# Ptilocera lateralis
Ptilocera lateralis är en tvåvingeart som beskrevs av Macquart 1846. Ptilocera lateralis ingår i släktet Ptilocera och familjen vapenflugor. Inga underarter finns listade i Catalogue of Life.